# Big 8 Conference
La Big 8 Conference était un groupement de huit universités situées dans le centre des États-Unis et gérant les compétitions sportives dans onze sports masculins et dix sports féminins. Sa section football américain (développé dans cet article) faisait autrefois partie de la Division I-A de la NCAA (actuellement connue sous le nom de NCAA Division I FBS) 
Appelée à l'origine, en 1907, la Missouri Valley Intercollegiate Athletic Association (en) (MVIAA), elle est renommée au fil des ans la Big 6, la Big 7 et finalement la Big 8 en 1958. Elle disparaît en 1996 lors de la création de la Big 12 Conference. 
Il s'agissait d'une conférence très réputée, ses équipes universitaires ayant décroché onze titres de champion national et ce y compris lors des deux dernières années de son existence (1994 et 1995).  
Sept joueurs de la Big 8 ont remporté le trophée Heisman, titre individuel le plus prestigieux décerné à un joueur de football américain de niveau universitaire.

## Tableau récapitulatif des membres

États où étaient implantées les équipes de la Big 8 Conference

## L'Histoire
La Conférence se forme en 1907 à la suite de la réunion de cinq universités sous l'appellation Missouri Valley Intercollegiate Athletic Association (MVIAA). 
Ces équipes sont : 
- Les Jayhawks de l'université du Kansas ;
- Les Tigers de l'université du Missouri à Columbia ;
- Les Cornhuskers de l'université du Nebraska à Lincoln ;
- Les Bears de l'université de Washington à St. Louis ;
- Les Hawkeyes de l'université de l'Iowa.

Les Bulldogs de l'université Drake et les Cyclones de l'université d'État de l'Iowa rejoignent la conférence en 1908 tandis que les Hawkeyes de l'université de l'Iowa la quittent en 1911.   
En 1913, les Wildcats de l'université d'État du Kansas l'intègrent suivis en 1918 par les Pioneers (en) de Grinnell College (en), par les Sooners de l'université de l'Oklahoma en 1919, et par les Cowboys de l'université d'État de l'Oklahoma en 1925.   
La conférence comporte 10 équipes en 1925 mais cela ne perdure que jusqu'en 1928 lorsque 6 équipes décident de faire sécession pour créer la Big 6 conférence :  
- Les Cyclones d'Iowa State ;
- Les Jayhawks du Kansas ;
- Les Wildcats de Kansas State ;
- Les Tigers du Missouri ;
- Les Cornhuskers du Nebraska ;
- Les Sooners de l'Oklahoma.

Rejoints en 1947 par les Buffaloes de l'université du Colorado, ils forment la Big 7 Conference.         
Celle-ci devient en 1958 la Big 8 Conference avec l'arrivée des Cowboys d'Oklahoma State.         
La conférence éclate en 1996 et ses membres rejoignent la nouvelle Big 12 Conference.                  
En raison de son histoire commune avec la Missouri Valley Conference (MVC), les résultats des championnats de 1907 à 1927 de la Big 8 sont également revendiqués par cette conférence. Les équipes de cette conférence jouent encore actuellement au football américain mais en divisions inférieures (FCS ou Football Championship Subdivision )                  

### LesBowls
La toute première équipe à participer à un bowl universitaire fut Missouri lors du Los Angeles Christmas Festival de 1924. Il s'agira d'ailleurs à ce jour du seul événement de ce nom, ce bowl n'ayant pas connu de seconde édition.
Après la saison régulière de 1938, Oklahoma devient la deuxième équipe à jouer un bowl, à Miami (Floride), lors du cinquième Orange Bowl. 
En 1951 et en 1952, la Big 8 met son veto à la participation de ses équipes aux bowls universitaires. Dès l'année suivante, lorsqu'elle lève cette interdiction, la conséquence directe est l'invitation du champion de la Big 8 pour les futurs Orange Bowl. 
Cette tradition n'est pas respectée à 5 reprises seulement :
- en 1964, lorsque Nebraska rencontre #2 Arkansas au Cotton Bowl ;
- en 1966, lorsque Nebraska rencontre #3 Alabama au Sugar Bowl ;
- en 1973 et 1974 lorsque l'invaincue Oklahoma est mise à l'épreuve et interdite de bowl pour 2 années ;
- en 1979, lorsque #6 Nebraska et #4 Oklahoma se retrouvent pour la revanche du match de saison régulière lors de l'Orange Bowl
- en 1995 lorsque Nebraska participe à la finale nationale de la Bowl Alliance au Fiesta Bowl.

### Le Ranking
Au terme de la saison régulière 1971, les équipes de la Big 8 terminent classées #1 (Nebraska), #2 (Oklahoma) et #3 (Colorado) au classement national de l'Associated Press (AP Poll) . C'est actuellement la seule fois que cela s'est produit.  
Lors du dernier classement de l'AP Poll avant que la Big 8 ne devienne la Big 12, la moitié des équipes de la conférence termineront dans le top 10 national final (#1 Nebraska, #5 Colorado, #7 Kansas State, #9 Kansas). 

### Les rivalités
La rivalité entre les équipes de Nebraska et Oklahoma est une des plus importantes dans l'histoire du football américain universitaire. Le match de 1971 entre ces équipes est communément appelé le "Match du Siècle". Plusieurs matchs entre ces deux équipes décidèrent même de titres de champion national.
Avec des histoires communes remontant même avant 1907 et la création de la conférence, la Big 8 fut le théâtre de très nombreux matchs entre "rivaux" au sein de la division I-A de la NCAA. 
Lorsque la Big 8 fut dissoute en 1996, le match annuel entre Oklahoma et Kansas représentait la plus longue série ininterrompue de toute l'histoire de la NCAA puisque le premier duel datait de 1903 ! Celui entre Kansas et Nebraska représentait la seconde plus longue série ininterrompue, celle-ci ayant débuté en 1906.
Beaucoup de ces séries débutèrent au XIXe siècle :
- Kansas–Missouri, joué pour la première fois en 1891. Il était en 1996, le second match le plus joué entre deux même équipes au sein de la Div I-A NCAA
- Nebraska–Kansas, joué pour la première fois en 1892
- Nebraska–Missouri, joué pour la première fois en 1892
- Missouri–Iowa State, joué pour la première fois en 1896
- Nebraska–Iowa State, joué pour la première fois en 1896
- Kansas–Iowa State, joué pour la première fois en 1898

## Les Champions

### Les champions de Conférence
Voici le tableau récapitulatif des titres de champion de conférence MVIAA/Big 8 entre 1907 et 1996. Au vu de leur histoire commune (voir ci-avant), les titres revendiqués par ces deux conférences sont signalés en italique,.
| Équipes                         | Titres MVIAA/Big 8 | Titres Big Eight | Années |
| ------------------------------- | ------------------ | ---------------- | --- |
| Buffaloes du Colorado           | 5                  | 3                | 1961 · 1976 · 1989 · 1990 · 1991 |
| Bulldogs de Drake               | 0                  | 0                | |
| Pioneers de Grinnell            | 0                  | 0                | |
| Hawkeyes de l'Iowa              | 1                  | 0                | 1907 |
| Cyclones d'Iowa State           | 2                  | 0                | 1911 · 1912 |
| Jayhawks du Kansas              | 5                  | 2                | 1908 · 1930 · 1946 · 1947 · 1968 |
| Wildcats de Kansas State        | 1                  | 1                | 1934 |
| Tigers du Missouri              | 12                 | 10               | 1909 · 1913 · 1919 · 1924 · 1925 · 1927 · 1939 · 1941 · 1942 · 1945 · 1960† · 1969 |
| Cornhuskers du Nebraska         | 41                 | 32               | 1907 · 1910 · 1911 · 1912 · 1913 · 1914 · 1915 · 1916 · 1917 · 1921 · 1922 · 1923 · 1928 · 1929 · 1931 · 1932 · 1933 · 1935 · 1936 · 1937 · 1940 · 1963 · 1964 · 1965 · 1966 · 1969 · 1970 · 1971 · 1972‡ · 1975 · 1978 · 1981 · 1982 · 1983 · 1984 · 1988 · 1991 · 1992 · 1993 · 1994 · 1995 |
| Sooners de l'Oklahoma           | 33                 | 26               | 1920 · 1938 · 1943 · 1944 · 1946 · 1947 · 1948 · 1949 · 1950 · 1951 · 1952 · 1953 · 1954 · 1955 · 1956 · 1957 · 1958 · 1959 · 1962 · 1967 · 1968 · 1973 · 1974 · 1975 · 1976 · 1977 · 1978 · 1979 · 1980 · 1984 · 1985 · 1986 · 1987                                                          |
| Cowboys d'Oklahoma State        | 2                  | 1                | 1926 · 1976 |
| Bears de Washington (St. Louis) | 0                  | 0                | |

† Kansas aurait dû remporter le titre en 1960 mais, après qu'il fut constaté que l'équipe avait utilisé un joueur inéligible, Kansas fut contraint de renoncer à ses victoires sur Missouri et  Colorado, ce qui de facto donna le titre de champion de conférence à Missouri.
‡ Oklahoma aurait dû remporter le titre en 1972 mais, après qu'il fut constaté que l'équipe avait utilisé un joueur inéligible, Oklahoma fut contraint de renoncer à ses victoires sur Missouri, Kansas, et Oklahoma State, ce qui de facto donna le titre de champion de conférence à Nebraska.'

### Les champions nationaux
Trois équipes de la Big 8 ont remporté 11 titres nationaux. Deux réussirent même à confirmer leur titre à 2 reprises.
- 1950 – Oklahoma
- 1955 – Oklahoma
- 1956 – Oklahoma
- 1970 – Nebraska
- 1971 – Nebraska
- 1974 – Oklahoma
- 1975 – Oklahoma
- 1985 – Oklahoma
- 1990 – Colorado
- 1994 – Nebraska
- 1995 – Nebraska

## Les Trophées
À partir de 1948, le trophée du meilleur coach de la saison est attribué à un coach de la Big 7 Conference au terme de chaque saison régulière.  
En 1967, le trophée du meilleur joueur de la saison (le MVP) est créé. À partir de 1971, il est dédoublé et attribué au meilleur joueur offensif mais aussi au meilleur joueur défensif. 
Les derniers trophées seront remis au terme de la saison régulière de 1995. 
| - 1948: Bud Wilkinson, Oklahoma - 1949: Bud Wilkinson, Oklahoma† - 1950: Bud Wilkinson, Oklahoma† - 1951: Bud Wilkinson, Oklahoma† - 1952: Bud Wilkinson, Oklahoma† - 1953: Bud Wilkinson, Oklahoma† - 1954: Bud Wilkinson, Oklahoma† - 1955: Bud Wilkinson, Oklahoma† - 1956: Dal Ward, Colorado - 1957: Chuck Mather, Kansas - 1958: Dan Devine, Missouri - 1959: Clay Stapleton, Iowa State - 1960: Dan Devine, Missouri† - 1961: Sonny Grandelius, Colorado - 1962: Bob Devaney, Nebraska - 1963: Bob Devaney, Nebraska† - 1964: Bob Devaney, Nebraska† - 1965: Eddie Crowder, Colorado - 1966: Jim Mackenzie, Oklahoma - 1967: Chuck Fairbanks, Oklahoma - 1968: Pepper Rodgers, Kansas& Dan Devine, Missouri† - 1969: Floyd Gass, Oklahoma State - 1970: Bob Devaney, Nebraska(AP)† & Vince Gibson, Kansas State (?) - 1971: Johnny Majors, Iowa State - 1972: Al Onofrio, Missouri - 1973: Tom Osborne, Nebraska(AP) & Barry Switzer, Oklahoma(?) - 1974: Barry Switzer, Oklahoma† - 1975: Bud Moore, Kansas(AP) & Tom Osborne, Nebraska(?)† - 1976: Earle Bruce, Iowa State (AP) - 1977: Earle Bruce, Iowa State - 1978: Tom Osborne, Nebraska† - 1979: Jimmy Johnson, Oklahoma State - 1980: Tom Osborne, Nebraska(AP)† - 1981: Don Fambrough, Kansas - 1982: Jim Dickey, Kansas State - 1983: Warren Powers, Missouri(AP) & Tom Osborne, Nebraska(Coaches)† - 1984: Mike Gottfried, Kansas - 1985: Bill McCartney, Colorado - 1986: Barry Switzer, Oklahoma† - 1987: Barry Switzer, Oklahoma† - 1988: Tom Osborne, Nebraska† - 1989: Bill McCartney, Colorado† - 1990: Bill Snyder, Kansas State (AP) & Bill McCartney, Colorado(Coaches)† - 1991: Bill Snyder, Kansas State (AP)† & Glen Mason, Kansas(?) - 1992: Tom Osborne, Nebraska† - 1993: Bill Snyder Kansas State(AP)† & Tom Osborne, Nebraska(Coaches)† - 1994: Tom Osborne, Nebraska† - 1995: Glen Mason, Kansas† gagne plus d'une fois le trophée | - 1967: Granville Liggins, Oklahoma - 1968: Steve Owens, Oklahoma - 1969: Steve Owens, Oklahoma† - 1970: Jerry Murtaugh, Nebraska - 1971: Greg Pruitt, Oklahoma - 1972 Offensive: George Amundson, Iowa State 1972 Defensive: Rich Glover, Nebraska - 1973 Offensive: Joe Washington, Oklahoma 1973 Defensive: Lucious Selmon, Oklahoma - 1974 Offensive: Joe Washington, Oklahoma† 1974 Defensive: Rod Shoate, Oklahoma - 1975 Offensive: Nolan Cromwell, Kansas 1975 Defensive: Lee Roy Selmon, Oklahoma - 1976 Offensive: Terry Miller, Oklahoma State 1976 Defensive: Clete Pillen, Nebraska - 1977 Offensive: Terry Miller, Oklahoma State† 1977 Defensive: George Cumby, Oklahoma - 1978 Offensive: Billy Sims, Oklahoma 1978 Defensive: John Corker, Oklahoma State - 1979 Offensive: Billy Sims, Oklahoma† 1979 Defensive: George Cumby, Oklahoma† - 1980 Offensive: Phil Bradley, Missouri 1980 Defensive: Derrie Nelson, Nebraska - 1981 Offensive: Dave Rimington, Nebraska 1981 Defensive: Jeff Gaylord, Missouri - 1982 Offensive: Mike Rozier, Nebraska 1982 Defensive: Rick Bryan, Oklahoma - 1983 Offensive: Mike Rozier, Nebraska† 1983 Defensive: Rick Bryan, Oklahoma† - 1984 Offensive: Danny Bradley, Oklahoma 1984 Defensive: Leslie O'Neal, Oklahoma State - 1985 Offensive: Thurman Thomas, Oklahoma State 1985 Defensive: Brian Bosworth, Oklahoma - 1986 Offensive: Jamelle Holloway, Oklahoma 1986 Defensive: Brian Bosworth, Oklahoma† - 1987 Offensive: Thurman Thomas, Oklahoma State† 1987 Defensive: Danté Jones, Oklahoma - 1988 Offensive: Barry Sanders, Oklahoma State 1988 Defensive: Broderick Thomas, Nebraska - 1989 Offensive: Darian Hagan, Colorado 1989 Defensive: Alfred Williams, Colorado - 1990 Offensive: Eric Bieniemy, Colorado 1990 Defensive: Alfred Williams, Colorado† - 1991 Offensive: Tony Sands, Kansas 1991 Defensive: Joe Bowden, Oklahoma - 1992 Offensive: Calvin Jones, Nebraska 1992 Defensive: Deon Figures, Colorado - 1993 Offensive: Charles Johnson, Colorado 1993 Defensive: Trev Alberts, Nebraska - 1994 Offensive: Rashaan Salaam, Colorado 1994 Defensive: Ed Stewart, Nebraska - 1995 Offensive: Tommy Frazier, Nebraska 1995 Defensive: Tim Colston, Kansas State † gagne le trophée plus d'une fois |

### La Meilleure Équipe de tous les temps
Après que la fin de la saison 1995-96, un jury de 12 experts sélectionna la meilleure équipe possible de tous les temps composée uniquement de joueurs ayant joué en Big 8 Conference :
| Postes | Joueurs          | Équipes        | Saisons |
| ------ | ---------------- | -------------- | ------- |
| QB     | Lynn Dickey      | Kansas State   | 1968–70 |
| RB     | Billy Sims       | Oklahoma       | 1975–79 |
| RB     | Gale Sayers      | Kansas         | 1962–64 |
| TE     | Keith Jackson    | Oklahoma       | 1984–87 |
| C      | Dave Rimington   | Nebraska       | 1979–82 |
| OL     | Dean Steinkuhler | Nebraska       | 1979–83 |
| OL     | Zach Wiegert     | Nebraska       | 1991–94 |
| OL     | Greg Roberts     | Oklahoma       | 1975–78 |
| OL     | Joe Romig        | Colorado       | 1959–61 |
| KR     | Barry Sanders    | Oklahoma State | 1986–88 |
| K      | Uwe von Schamann | Oklahoma       | 1975–78 |

| Postes | Joueurs        | Équipes        | Saisons |
| ------ | -------------- | -------------- | ------- |
| DL     | Lee Roy Selmon | Oklahoma       | 1972–75 |
| DL     | Rich Glover    | Nebraska       | 1970–72 |
| DL     | Leslie O'Neal  | Oklahoma State | 1982–85 |
| DL     | Willie Harper  | Nebraska       | 1970–72 |
| LB     | Brian Bosworth | Oklahoma       | 1983–86 |
| LB     | Gary Spani     | Kansas State   | 1974–77 |
| LB     | Rod Shoate     | Oklahoma       | 1972–74 |
| DB     | Johnny Roland  | Missouri       | 1962–65 |
| DB     | Roger Wehrli   | Missouri       | 1966–68 |
| DB     | Randy Hughes   | Oklahoma       | 1971–74 |
| DB     | Rickey Dixon   | Oklahoma       | 1984–87 |
| P      | Barry Helton   | Colorado       | 1984–87 |

### Les gagnants du Trophée Heisman
Seuls sept joueurs de la Big 8 ont gagné le trophée le plus prestigieux pour un joueur de football américain universitaire,  : 
- 1952: Billy Vessels (HB), Oklahoma
- 1969: Steve Owens (FB), Oklahoma
- 1972: Johnny Rodgers (WR/RB), Nebraska
- 1978: Billy Sims (RB), Oklahoma
- 1983: Mike Rozier (RB), Nebraska
- 1988: Barry Sanders (RB), Oklahoma State
- 1994: Rashaan Salaam (RB), Colorado

### Les coachs AFCA de l'année
L’American Football Coaches Association a décerné le titre de meilleur coach de l'année à trois coachs de la Big 8 Conference :
- 1949 : Bud Wilkinson, Oklahoma
- 1989 : Bill McCartney, Colorado
- 1994 : Tom Osborne, Nebraska

### Les coachs FWAA de l'année
La Football Writers Association of America a décerné le titre de meilleur coach de l'année à deux coachs de la Big 8 Conference :
- 1971 : Bob Devaney, Nebraska
- 1989 : Bill McCartney, Colorado